# Gunnar Hejdeman
Gunnar Adolf Hejdeman, född 6 november 1913 i Malmö S:t Johannes församling, död 8 juni 1984 i Kulladals församling, Malmö, var en svensk socialdemokratisk kommunalpolitiker.
Hejdeman var ursprungligen maskinskötare på tidningen Arbetet. Han var ledamot av Malmö stadsfullmäktige 1947–1980, andre vice ordförande i stadsfullmäktige 1967–1970 och i kommunfullmäktige 1971–1979. Han var ordförande i sjukvårdsstyrelsen 1968–1979 och i socialvårdsstyrelsen 1968–1973. Han var även kommunalråd för sjukvårds- och socialroteln 1968–1976 och för hälso- och sjukvårdsroteln 1977–1979.
År 1985 uppkallades Gunnar Hejdemans gata i Malmö efter honom.